# Danny Lohner
Danny Lohner, właśc. Daniel Patrick Lohner (ur. 13 grudnia 1970 w Corpus Christi w stanie Teksas, USA) – amerykański industrialny muzyk; multiinstrumentalista (gitara basowa, gitara, instrumenty klawiszowe), producent, programista i kompozytor.

## Działalność
Były wieloletni członek Nine Inch Nails, stały współpracownik i producent A Perfect Circle.
Od połowy lat dziewięćdziesiątych wraz z m.in. Trentem Reznorem (Nine Inch Nails), Maynardem Jamesem Keenanem (Tool, A Perfect Circle) i Charliem Clouserem (Nine Inch Nails) przez około dekadę współpracował nad industrialnym projektem muzycznym Tapeworm. Obecnie projekt jest tymczasowo zawieszony.
W 2003 roku wraz z Maynardem Jamesem Keenanem (Tool, A Perfect Circle) zapoczątkował industrialno-rockowy projekt Puscifer.
W tym samym roku razem z Wesem Borlandem (Limp Bizkit), Joshem Freese'm (A Perfect Circle, The Vandals) i Richardem Patrickiem (Filter, ex-Nine Inch Nails) powołał do życia projekt The Damning Well, przy którym nieoficjalnie (ze względu na ograniczenia wynikające z kontraktu fonograficznego) współpracowała też Amy Lee z zespołu Evanescence.
Od roku 2000 jego stałym remix-partnerem jest Joshua Eustis (Telefon Tel Aviv).

Współpraca zaowocowała m.in. remiksem utworu Nine Inch Nails Where Is Everybody? (obecnym na albumie NIN Things Falling Apart z 2000), utworów A Perfect Circle Judith, 3 Libras, Pet oraz Weak & Powerless, utworu Eminema The Way I Am i in.
W 2007 roku ukazała się płyta jednego ze wspólnych projektów, Black Light Burns, w skład którego oprócz Lohnera i Eustisa wchodzą też Wes Borland (Limp Bizkit), również blisko współpracujący z Lohnerem od 2003 roku (m.in. przy projekcie The Damning Well) oraz Josh Freese (A Perfect Circle, The Vandals).

## Zespoły
- Angkor Wat
- Skrew (do 1994)
- Nine Inch Nails (1994-2001)
- Tapeworm (od poł. lat 90. przez ok. dekadę, obecnie projekt tymczasowo zawieszony)
- Puscifer (od 2003)
- The Damning Well (od 2003)
- Black Light Burns (od 2003)

## Współpraca
- A Perfect Circle – produkcja + inżynieria dźwięku + dodatkowe wsparcie instrumentalno-wokalne + stała współpraca studyjna (na wszystkich albumach); gitara na Thirteenth Step, eMOTIVe, aMOTION
- Marilyn Manson – gitara na Antichrist Superstar
- David Bowie – gitara basowa i współprodukcja na Earthling, I'm Afraid of Americans i Best of Bowie
- Rob Zombie – gitara na Hellbilly Deluxe i Sinister Urge
- Methods of Mayhem – gitara na Methods of Mayhem
- Killing Joke
- Eminem – remiks utworu The Way I Am

## Projekty solowe
- Pod pseudonimem Renholdër (czytane wspak: 're:d.lohner') miksuje utwory wielu artystów (m.in. A Perfect Circle, Rob Zombie, Marilyn Manson, David Bowie, Eminem...). Remiksuje również pod własnym nazwiskiem (m.in. utwory Nine Inch Nails, A Perfect Circle...).
- Autor muzyki (jako Renholdër, Puscifer, The Damning Well...) i remiksów oraz producent soundtracku do filmu 'Underworld'.
- Współautor muzyki do filmów:

Lost Highway (Zagubiona autostrada) Davida Lyncha – utwór The Perfect Drug
End of Days (I stanie się koniec) – utwór So Long
Resident Evil 2 – Apocalypse (Resident Evil 2: Apokalipsa) – remiksy utworów: A Perfect Circle The Outsider i Roba Zombie Girl on Fire
Wicker Park (Apartament) – utwór The Scientist
Saw II (Piła 2) – remiksy utworów: Marilyn Manson Irresponsible Hate Anthem i Puscifer REV 22:20
Underworld 2 – Ewolucja – utwór The Undertaker (jako Puscifer)
Patologia – utwór The List
Underworld Awakening – utwór Evanescence – Made Of Stone
- Współautor muzyki do gry PlayStation2 'Jak X: Combat Racing' z 2005 roku, wraz z Billym Howerdelem (A Perfect Circle).